# Steatoda triangulosa
Steatoda triangulosa là một loài nhện nhà thông dụng trong chi Steatoda. Như tên cho thấy, nổi tiếng với mô hình hình tam giác ở phía lưng bụng của nó.
Con cái dài từ 3–6 mm, với phần đầu ngực màu nâu cam và mảnh khảnh, Yello muốn chân, bụng phồng tròn màu kem.
Loài này phân bố ở châu Âu và châu Á và được du nhập vào Bắc Mỹ.

## Hình ảnh

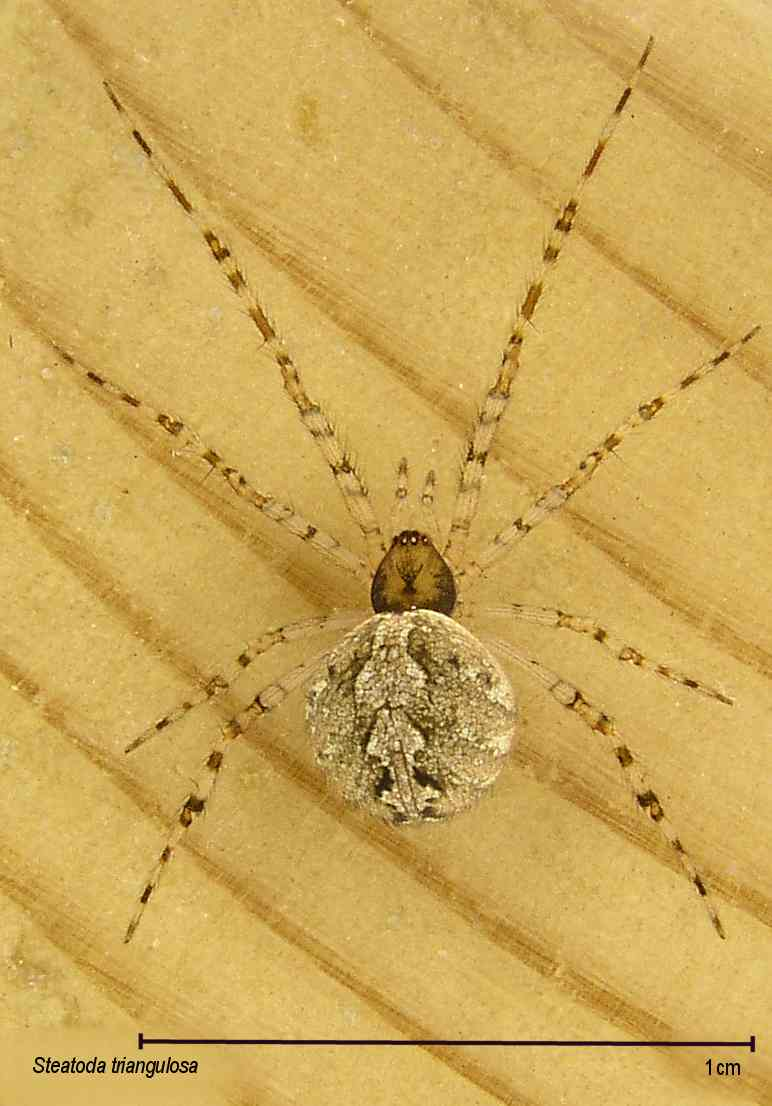
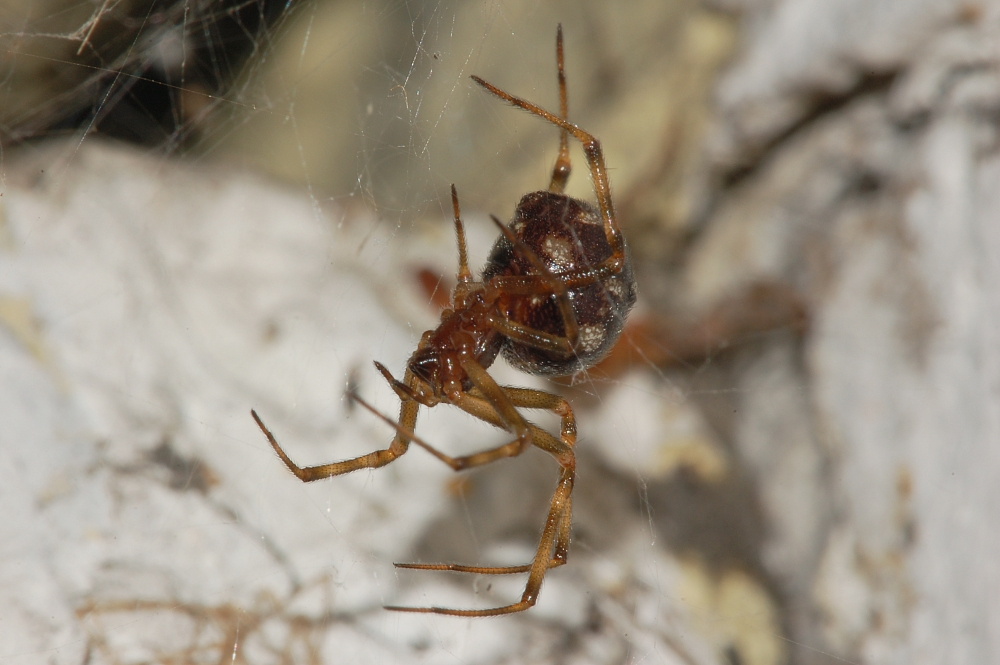
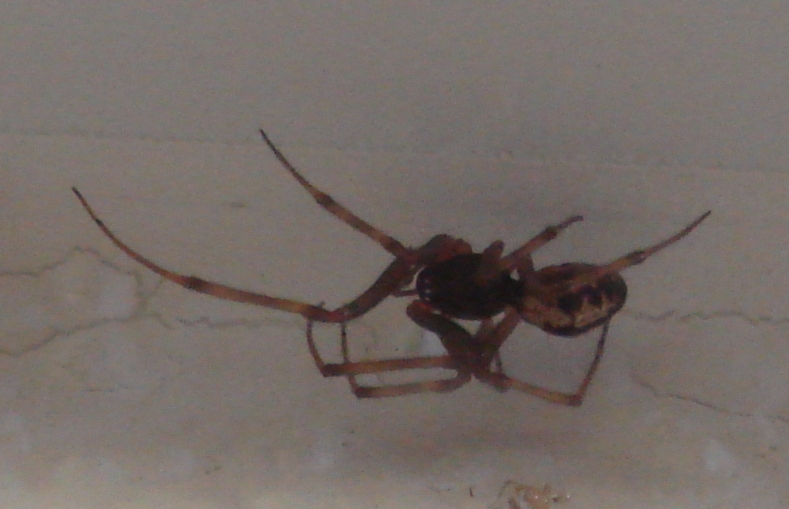
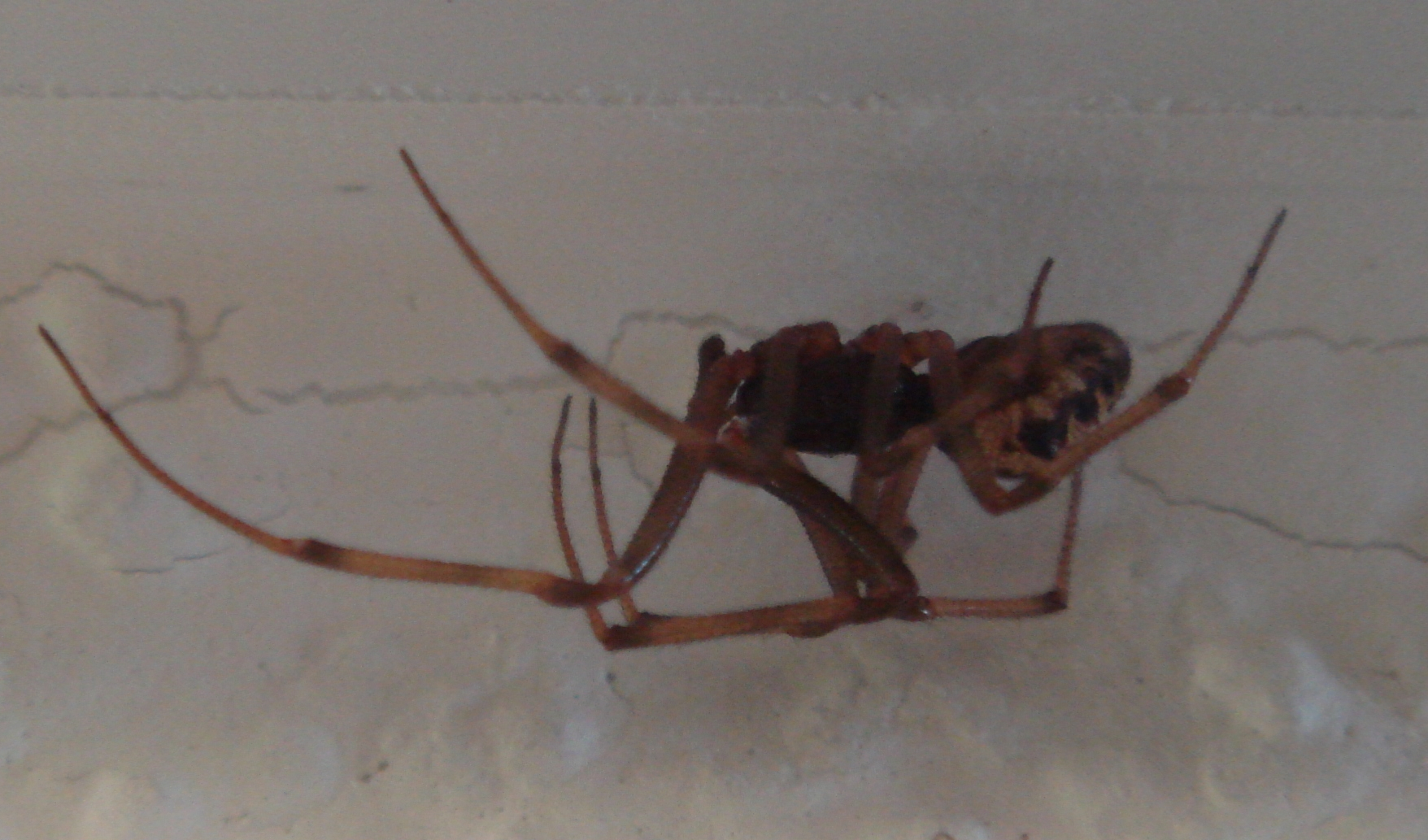